# Бакиев, Ахмет Вахитович
Ахмет Вахитович Бакиев (15 января 1939, дер. Чишма, Кармаскалинский район, Башкирская АССР, РСФСР — 13 августа 2016) — советский учёный, действительный член Академии наук Республики Башкортостан.

## Биография
В 1960 году окончил Уфимский нефтяной институт (1960).
С 1960 г. там же (ныне УГНТУ): декан заочного факультета (с 1969 г.), проректор по заочному и вечернему обучению (с 1969 г.), заведующий кафедрой (1989—1999), профессор кафедры.
Инженер-механик, академик АН Республики Башкортостан (1998), доктор технических наук (1985), профессор (1986), заслуженный деятель науки РФ (1998), заслуженный деятель науки и техники Башкирской АССР (1989).
Академик-секретарь Отделения физико-математических и технических наук АН Республики Башкортостан (1991—1995), заместитель председателя секции геологических, физико-математических и технических наук (с 1996 г.), академик-секретарь Отделения нефти и газа АН Республики Башкортостан (2000—2006), академик-секретарь Отделения наук о Земле и природных ресурсов АН Республики Башкортостан (2006).

## Научная деятельность
Специализировался в области нефтегазохимического аппаратостроения.
Результаты его фундаментальных исследований в области механики деформирования и разрушения тонкостенных оболочек, имеющих геометрическую и механическую неоднородность, легли в основу решения практических задач нефтегазохимического аппаратостроения. Внедрил новые технологии сварки специальных жаропрочных хромомолибденовых сталей мартенситного класса на объектах нефтепереработки.
Создал высокоэффективные теплообменные установки, основанные на новом физическом принципе с применением двухфазных термосифонов. Разрабатывал проблему замедления разрушения металла труб газопроводов.
Создал научную школу в области нефте-, газохимического аппаратостроения и новых технологий.

## Научные труды
Автор свыше 260 научных работ, в том числе 30 монографий, 13 патентов России и 1 патента Германии.
- Применение методов механики разрушения для определения надежности и долговечности нефтегазохимического оборудования оболочкового типа. М.: Недра, 1987.
- Технология горячей вытяжки днищ повышенной точности с регулированием термических циклов штамповки. М.: Машиностроение, 1993 (соавтор).
- Нефть и газ на старте XXI века. М.: Химия, 2001.